# José Pinto (ator)
José Pinto (Vila Nova de Gaia, 15 de janeiro de 1929 – 16 de fevereiro de 2024) foi um ator português.

## Televisão
| Ano       | Projeto                   | Personagem                  | Canal | Notas                               |
| --------- | ------------------------- | --------------------------- | ----- | ----------------------------------- |
| 1972      | As Profecias do Bandarra  | Procópio                    | RTP   |                                     |
| 1975      | O Motim                   |                             | RTP   |                                     |
| 1976      | Morte no Bairro           |                             | RTP   |                                     |
| 1979      | O Homem Que Matou o Diabo | José Mendenha               | RTP   |                                     |
| 1981      | Um Táxi na Cidade         | emigrante                   | RTP   | pequena participação                |
| 1987      | Histórias Quase Clínicas  | Osório                      | RTP   |                                     |
| 1987      | O Motim                   |                             | RTP   | peça de teatro emitida em televisão |
| 1991      | Claxon                    | Diógenes                    | RTP   | pequena participação                |
| 1993/1994 | Clube Paraíso             | Gaspar                      | RTP   |                                     |
| 1994      | Os Andrades               | Belmiro Baptista            | RTP   | pequena participação                |
| 1998      | Major Alvega              |                             | RTP   | pequena participação                |
| 1999      | O Meu, o Teu e o Nosso    | Surdo                       | RTP   | pequena participação                |
| 1999/2000 | A Lenda da Garça          | Raul Olivério               | RTP   | elenco principal                    |
| 2001      | Ganância                  | Anacleto                    | SIC   |                                     |
| 2002      | O Olhar da Serpente       |                             | SIC   |                                     |
| 2002/2003 | Amanhecer                 | Alfredo Ramadas             | TVI   | elenco principal                    |
| 2004      | Inspector Max             | Coronel Inácio              | TVI   | pequena participação                |
| 2005      | Até Amanhã, Camaradas     | agricultor                  | SIC   |                                     |
| 2005/2006 | Dei-te Quase Tudo         | Isaltino                    | TVI   | elenco principal                    |
| 2007      | Conta-me como Foi         | Padre Antunes               | RTP   | pequena participação                |
| 2008      | A Outra                   | Padre Manuel                | TVI   | pequena participação                |
| 2009      | A Vida Privada de Salazar | Padre Cunha                 | SIC   | pequena participação                |
| 2009/2010 | Perfeito Coração          | Horácio                     | SIC   | elenco principal                    |
| 2010      | Cidade Despida            | Pai de Rute                 | RTP   | pequena participação                |
| 2011      | Velhos Amigos             | Horácio                     | RTP   | pequena participação                |
| 2012      | A Viagem do Sr. Ulisses   | António                     | RTP   |                                     |
| 2012      | Dancin' Days              | Elias                       | SIC   | pequena participação                |
| 2014      | Mulheres                  | Euclides                    | TVI   | pequena participação                |
| 2015      | Capitão Falcão            | António de Oliveira Salazar | RTP   | minissérie emitida em 2016          |
| 2016      | Santa Bárbara             | Belmiro Guerra              | TVI   | pequena participação                |
| 2016      | Os Boys                   | Fausto da Silva             | RTP   |                                     |

## Teatro
| Ano  | Peça                                  | Teatro                                 |
| ---- | ------------------------------------- | -------------------------------------- |
| 1962 | Gorgónio                              | Teatro Experimental do Porto           |
| 1973 | O Alfaiate e os seus Espelhos Mágicos | Teatro Experimental do Porto           |
| 1982 | Um Cálice de Porto                    | Seiva Trupe                            |
| 1982 | Uma História                          | Teatro Experimental do Porto           |
| 1986 | Portugal, Ontem e Sempre              | Seiva Trupe                            |
| 1987 | O Motim                               | Seiva Trupe (com emissão em televisão) |
| 1989 | Leôncio e Lena                        | Teatro Experimental do Porto           |
| 1991 | Marathona                             | Seiva Trupe                            |
| 1991 | O Conde Barão                         | Seiva Trupe                            |
| 1994 | Tambores da Noite                     | Seiva Trupe                            |
| 1995 | Luzes de Palco                        | Seiva Trupe                            |
| 1995 | Pai e Filho- Punições                 | Seiva Trupe                            |
| 1995 | O Beijo no Asfasto                    | Seiva Trupe                            |
| 1996 | Ópera do Malandro                     | Seiva Trupe                            |
| 1997 | Viagem ao Centro do Porto             | Seiva Trupe                            |

## Cinema
- 1980 - Bárbara
- 1992 - Terra Fria
- 1993 - Vale Abraão
- 1997 - Viagem ao Princípio do Mundo
- 1997 - A Sombra dos Abutres
- 1998 - O Anjo da Guarda
- 1998 - Inquietude
- 1998 - Tráfico
- 1998 - Longe da Vista
- 1999 - Jaime
- 1999 - Mal
- 2000 - Palavra e Utopia
- 2000 - Peixe-Lua
- 2001 - La Plage Noire
- 2001 - Quem És Tu?
- 2002 - O Delfim
- 2002 - Aparelho Voador a Baixa Altitude
- 2002 - A Falha
- 2003 - O Fascínio
- 2003 - A Mulher Polícia
- 2003 - O Fascínio
- 2005 - O Fatalista
- 2006 - Coisa Ruim
- 2007 - Cristóvão Colombo - O Enigma
- 2007 - Atrás das Nuvens
- 2009 - Duas Mulheres
- 2010 - Perdida Mente
- 2015 - Capitão Falcão
- 2018 - Raiva

## Traduções
- O meu livro de jogos de ar livre (1976)[1]

## Prémios
- Pena Camilo Castelo Branco - No FamaFest (Festival de Cinema e Vídeo de Famalicão)[8]